# Camptoscaphiella simoni
Espèce
Camptoscaphiella simoni est une espèce d'araignées aranéomorphes de la famille des Oonopidae.

## Distribution
Cette espèce est endémique du Sri Lanka.

## Description
Le mâle holotype mesure 1,41 mm.

## Étymologie
Cette espèce est nommée en l'honneur d'Eugène Simon.

## Publication originale
- Baehr & Ubick, 2010 : A review of the Asian goblin spider genus Camptoscaphiella (Araneae, Oonopidae). American Museum novitates, no 3697, p. 1-65 (texte intégral).